# Pietro Pappagallo
Pietro Pappagallo (Terlizzi, 28 giugno 1888 – Roma, 24 marzo 1944) è stato un presbitero e antifascista italiano, vittima dell'eccidio delle Fosse Ardeatine, medaglia d'oro al merito civile alla memoria.
È noto principalmente per il suo impegno, durante la seconda guerra mondiale, nel fornire ausilio alle vittime del nazifascismo, per il quale è annoverato come Giusto tra le nazioni.

## Biografia

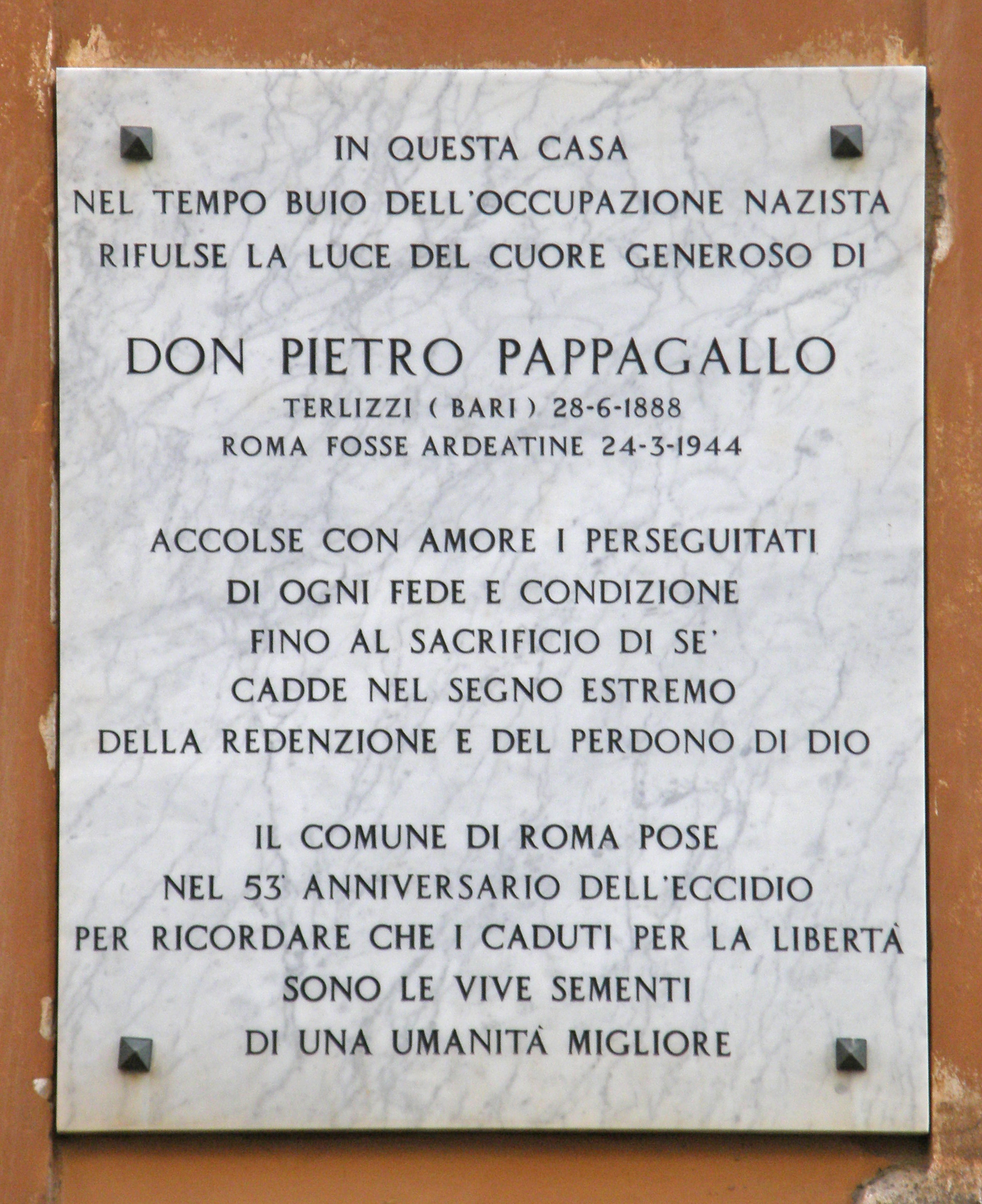
Targa dedicata a don Pietro Pappagallo, nella casa in cui visse a via Urbana, Roma:IN QUESTA CASA
NEL TEMPO BUIO DELL'OCCUPAZIONE NAZISTA
RIFULSE LA LUCE DEL CUORE GENEROSO DI
DON PIETRO PAPPAGALLO
Terlizzi (BARI) 28·6·1888
ROMA FOSSE ARDEATINE 24·3·1944
ACCOLSE CON AMORE I PERSEGUITATI
DI OGNI FEDE E CONDIZIONE
CADDE NEL SEGNO ESTREMO
DELLA REDENZIONE E DEL PERDONO DI DIO
IL COMUNE DI ROMA POSE
NEL 53 ANNIVERSARIO DELL'ECCIDIO
PER RICORDARE CHE I CADUTI PER LA LIBERTÀ
SONO LE VIVE SEMENTI
DI UNA UMANITÀ MIGLIORE

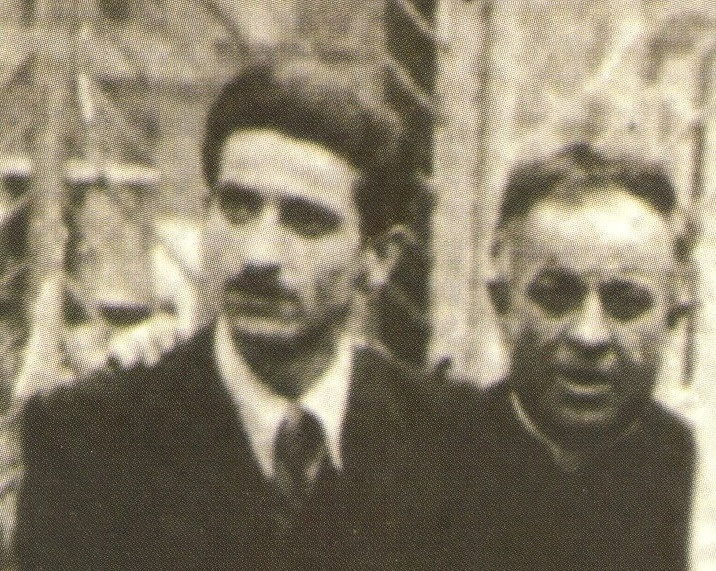
Don Pietro Pappagallo insieme al prof. Gesmundo anche lui martire della resistenza.

Quinto di otto fratelli, nacque a Terlizzi, in provincia di Bari, in una famiglia di modeste condizioni economiche: il padre, cordaio, fabbricava le funi con canapa, iuta e giunco; la madre, casalinga, intuisce e asseconda la precoce vocazione del ragazzo. Collaborò inizialmente con la sua attività di garzone nella bottega paterna, poi la madre gli consentì di entrare in seminario, dando, con la cessione di beni immobili che le appartenevano, la "rendita sacerdotale", a quei tempi necessaria per chi intendesse diventare prete.
Fu ordinato sacerdote il 3 aprile 1915, Sabato Santo, e il giorno seguente, Pasqua di Risurrezione, distribuì l'immaginetta-ricordo della sua prima messa, sulla quale volle trascrivere la preghiera al "Dio delle misericordie", al "Re pacifico", composta da Benedetto XV per implorare la pace. Trascorse i primi dieci anni della sua vita sacerdotale nella cura pastorale di un convitto nella diocesi di Molfetta-Ruvo-Giovinazzo-Terlizzi e, successivamente, del seminario "Pio X" di Catanzaro.
Giunto a Roma nel 1925, don Pappagallo fece parte del Collegio dei Beneficiati della Basilica di Santa Maria Maggiore e fu padre spirituale delle Suore Oblate del Santo Bambino Gesù di via Urbana; fu anche vice parroco della Basilica di San Giovanni in Laterano e segretario del cardinale Cerretti. Durante l'occupazione tedesca, il sacerdote si impegnò nel fornire aiuto a soldati italiani sbandati, partigiani, alleati, ebrei e altre persone ricercate dal regime.
Il 29 gennaio 1944, don Pietro fu arrestato dalle SS, dopo la delazione da parte della spia Gino Crescentini, fintosi un fuggiasco in cerca di rifugio presso il sacerdote; lo scopo era eliminare una figura di spicco del Fronte militare clandestino e della resistenza romana. 
Alcuni testimoni hanno riferito che, anche durante il periodo della prigionia, don Pappagallo condivise il proprio pasto con altri detenuti che non avevano ricevuto cibo.
Condannato a morte, fu l'unico prete cattolico a essere ucciso il 24 marzo 1944 alle Fosse Ardeatine: «all’ingresso delle cave dalla lunga fila in attesa della fucilazione si alza un grido, da uno che ha visto la sua veste nera: "Padre, benediteci!". Racconterà un superstite che "don Pietro, che era un uomo robusto e vigoroso, si liberò dai lacci che gli stringevano i polsi, alzò le braccia al cielo e pregò ad alta voce, impartendo a tutti l’assoluzione". 

### Riconoscimenti
Giovanni Paolo II, in occasione del giubileo dell'anno 2000, ha incluso don Pietro Pappagallo tra i martiri della Chiesa del XX secolo.
Al suo nome è intitolata la sezione "Esquilino-Monti-Celio" dell'ANPI.

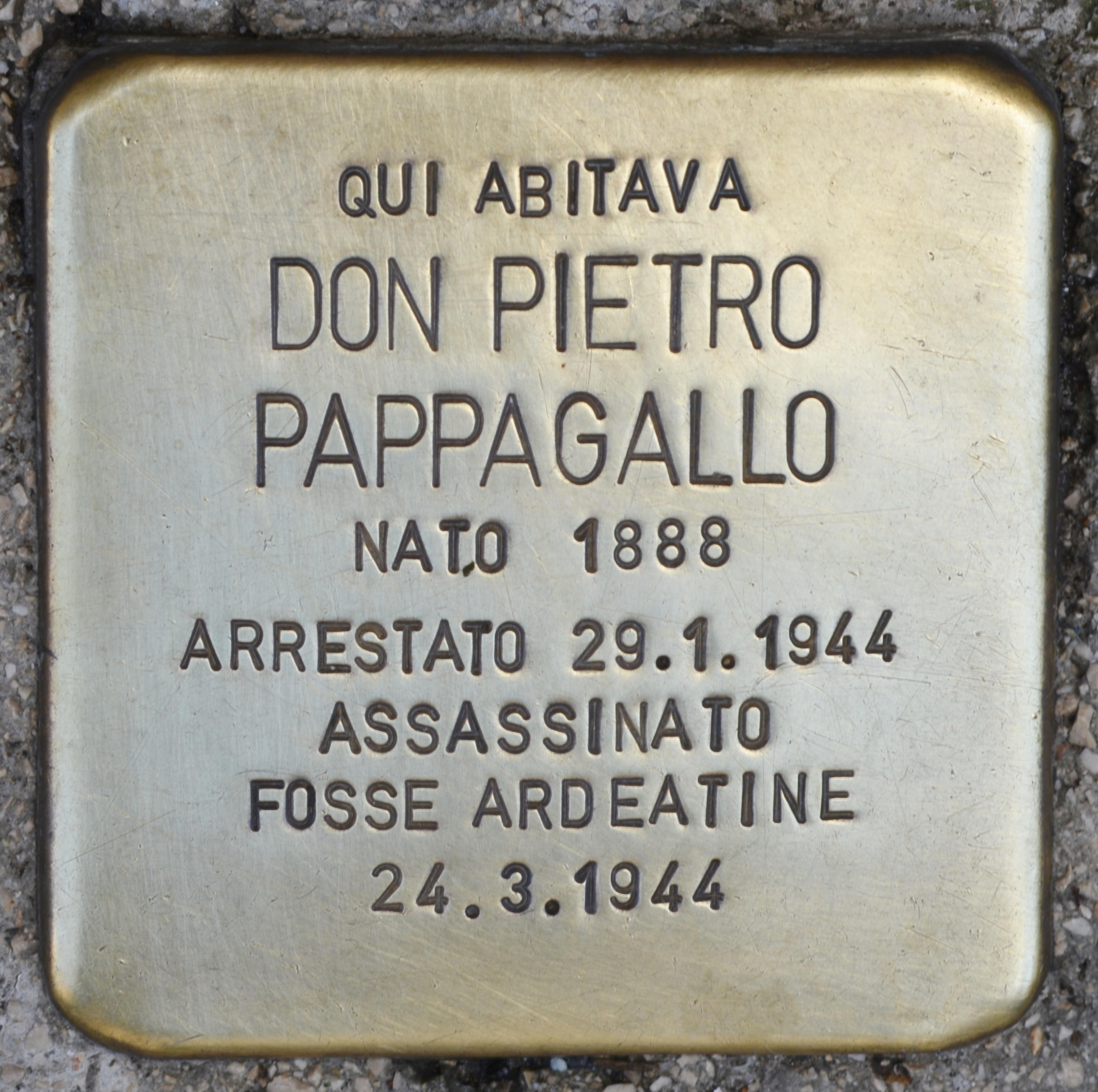
Pietra d'inciampo dedicata a don Pietro Pappagallo

Il 9 gennaio 2012, sul marciapiede di fronte alla sua casa di Roma in via Urbana 2, è stato collocato un sampietrino con targa in metallo, nell'ambito del progetto Stolperstein "pietra d'inciampo", che ricorda i deportati dai nazisti nel luogo in cui sono stati prelevati.
16 luglio 2018 è “Giusto tra le nazioni”, riconoscimento finora conferito a circa 22mila persone, fra cui poco più di 400 italiani, dalla Commissione costituita presso lo Yad Vashem di Gerusalemme, e che comporta l’iscrizione sul muro perimetrale del Memoriale dell’Olocausto e il conferimento di una medaglia e di una pergamena dallo Stato d’Israele ai suoi parenti. 

## Filmografia
- La figura di don Pietro Pappagallo, assieme a quella di don Giuseppe Morosini, ha dato spunto a Roberto Rossellini per il suo film Roma città aperta, nel quale il ruolo del sacerdote è interpretato da Aldo Fabrizi[6].
- Gianfranco Albano ha firmato la regia de La buona battaglia - Don Pietro Pappagallo, fiction trasmessa dalla RAI, nella quale il personaggio di don Pappagallo è interpretato da Flavio Insinna. Tale fiction è stata liberamente tratta dalle pubblicazioni del Prof.Antonio Lisi amico e figlio spirituale di don Pietro Pappagallo [7]